# Ogonowice (województwo łódzkie)
Ogonowice – wieś w Polsce, położona w województwie łódzkim, w powiecie opoczyńskim, w gminie Opoczno.
| SIMC    | Nazwa  | Rodzaj    |
| ------- | ------ | --------- |
| 0547371 | Piachy | część wsi |

W latach 1975–1998 miejscowość położona była w województwie piotrkowskim.
Wierni kościoła rzymskokatolickiego należą do parafii św. Bartłomieja w Opocznie.